# Ned Blessing
Ned Blessing är en amerikansk mini-TV-serie i fyra avsnitt.

## Handling
Ned Blessing väntar på att avrättas och tillbringar sina sista dagar med att skriva ned vad han har gjort i sitt liv.

## Om serien
Serien är inspelad i Austin och Spicewood i Texas.
Premiäravsnittet visades första gången den 18 augusti 1993.

## Rollista (komplett)
- Brenda Bakke -  Wren (3 avsnitt)
- Tony Genaro - general Pelo Blanco (3 avsnitt)
- Brad Johnson - Ned Blessing (3 avsnitt)
- Luis Avalos - Crecencio (2 avsnitt)
- Jill Parker-Jones - (2 avsnitt)
- Rob Campbell - Roby (1 avsnitt)
- Bill McKinney - Verlon (1 avsnitt)
- Richard Riehle - domare Longley (1 avsnitt)
- Timothy Scott - Sticks Packwood (1 avsnitt)
- Wes Studi - One Horse (1 avsnitt)
- Gregory Scott Cummins - (okänt antal avsnitt)